# Alota (insecto)
Alota es un género de saltamontes de la subfamilia Gomphocerinae, familia Acrididae, y está asignado a la tribu Scyllinini. Este género se distribuye en Sudamérica (Bolivia y Colombia).

## Especies
Las siguientes especies pertenecen al género Alota:
- Alota boliviana Bruner, 1913
- Alota carbonelli Cadena-Castañeda & Cardona, 2015